# Dactylorhiza maculata
Lan heath spotted hoặc Moorland Spotted Orchid (Dactylorhiza maculata) là một loài lan.

## Hình ảnh

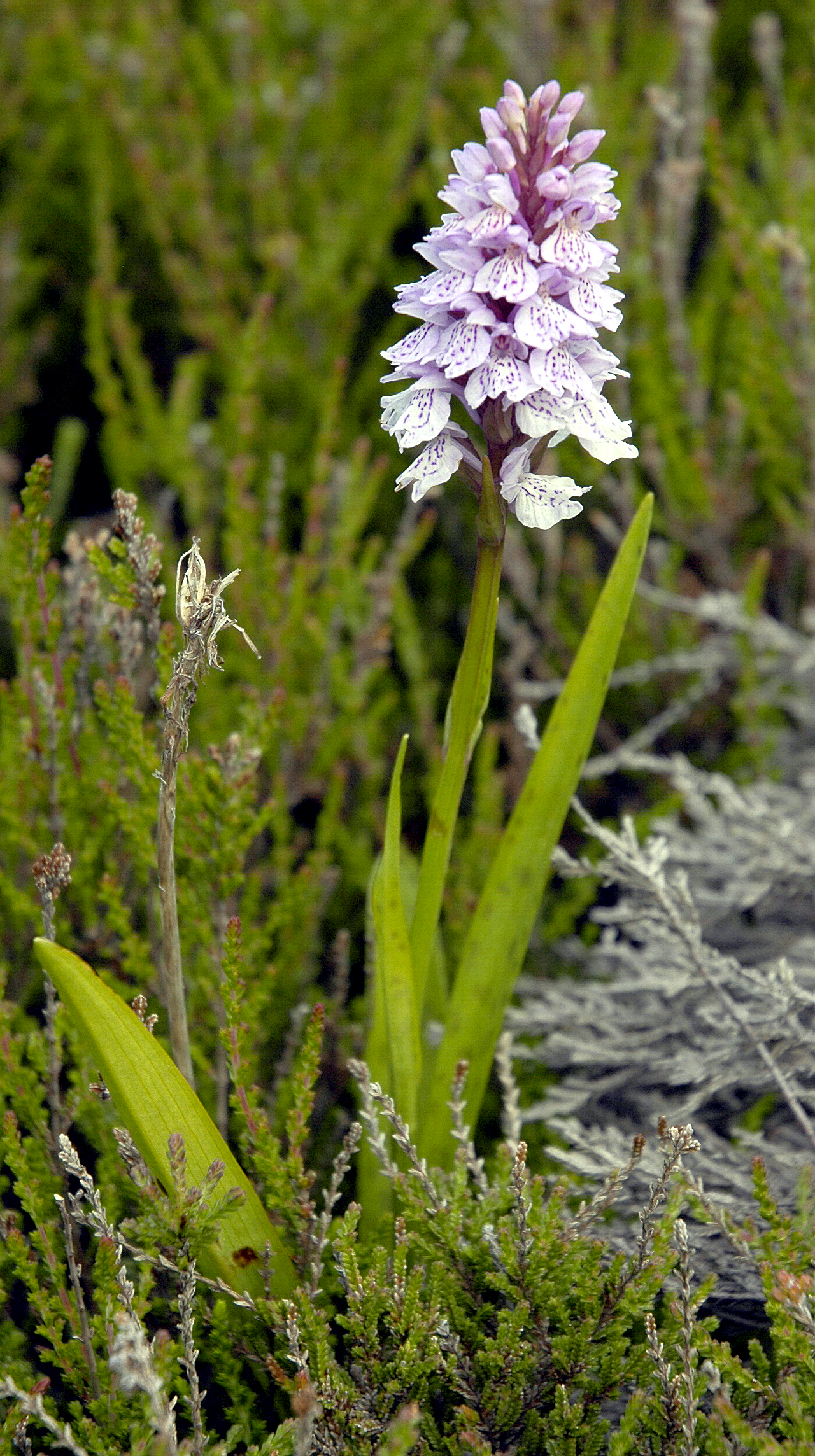
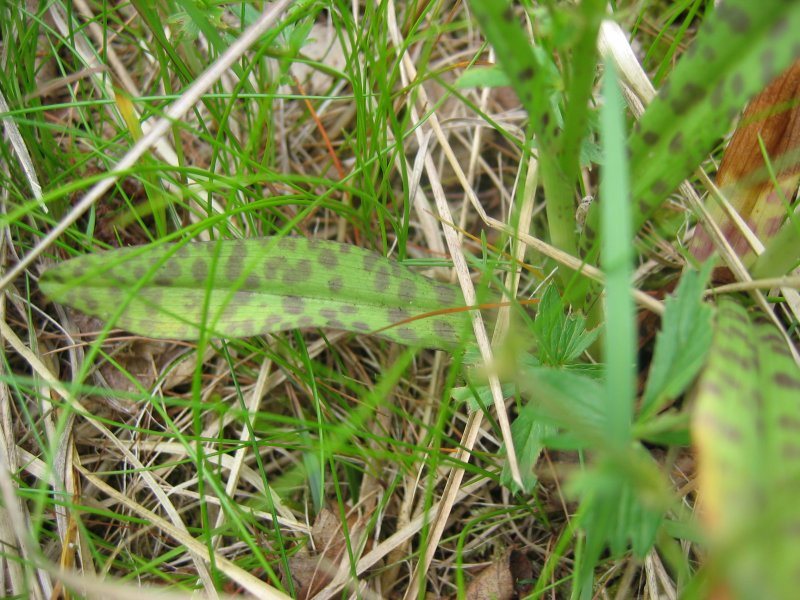
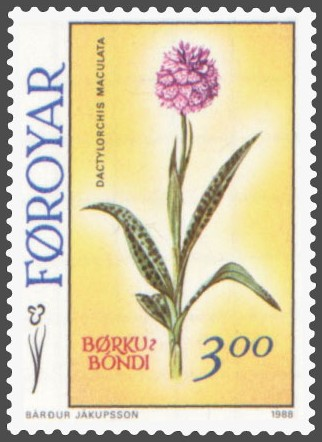